# Különleges utazások
A Különleges utazások (eredeti cím: Voyages extraordinaires) Jules Verne (1828–1905) francia író legtöbb regényét tartalmazó könyvsorozat. A sorozat összes könyvét Pierre-Jules Hetzel adta ki, az ő ötlete volt a könyvek sorozattá formálása. A regények önálló művek.
...felvázolja a modern tudomány által felhalmozott összes földrajzi, geológiai, fizikai és csillagászati ismeretet, és szórakoztató, festői formátumban elmeséli...
A sorozat ötlete Hetzelben az Öt hét léghajón regény harmadik kiadásakor merült föl, a Hatteras kapitány (1866) volt az első könyv, melynek a borítóján megjelent a Voyages extraordinaires felirat.
A sorozatban megjelenő regények célközönsége a kamaszfiúk voltak. Hetzel e korosztálynak szánt, havonta kétszer megjelenő lapot is kiadott Oktatási és szórakoztató magazin (Magasin d'éducation et de récréation) címmel 1864–1906 között. A Verne-regények általában ebben a lapban jelentek meg folytatásokban. Félévente könyv alakban is kiadta őket Hetzel, majd év végén egy kötetben is kapható volt az év közben folytatásokban megjelent regény. A kiadott könyvek méretben, minőségben és illusztráltságban eltértek, Hetzel igyekezett olyan előfizetéses rendszert kialakítani, hogy minden vevője megtalálja a számára megfelelőt. Az illusztrációkat a kor híres grafikusművészei készítették.

## Története
A sorozat létrejöttét Hetzelnek köszönheti. Az Öt hét léghajón hatalmas sikere láttán kínált az addig minden egyes műveivel kiadók közt házaló Vernének fix fizetést és húsz évre szóló szerződést. Hetzel felismerte, hogy Verne képes a tudományt – legyen az földrajz, fizika, kémia, csillagászat, geológia, biológia, őslénytan, óceánföldrajz – könnyen olvasható módon megírni olyan regényekben, melyek elvisznek a világ egzotikus helyszíneire és szórakoztató formában mutatják be távoli népek kultúráját. Ráadásul úgy, hogy a Hetzel célozta olvasók, a kamaszfiúk számára kívánatos legyen.
Éppen most alapított egy műfajt, vagy legalábbis megmentett egy olyan műfajt, amely kimerültnek tűnt. Dolgozzon azon a vonalon, amelyet szerencse vagy a természetes képessége miatt felfedezett. Ez sok pénzt és dicsőséget fog hozni, azzal a feltétellel, hogy nem tér le a megtett útról. Ez az, amiben megállapodunk. Évente két regényt ad nekem. Holnap aláírjuk... – írta Hetzel Vernének
Szándékomban áll befejezni, mielőtt munkanapjaim véget érnek, egy sorozatot, amely regény formában járja be a világ felszínét és az ég teljességét, a világnak még vannak olyan sarkai, ahová gondolataim még nem hatoltak be. Mint tudják, a Holddal foglalkoztam, de még nagyon sok tennivaló van, és ha egészségem és erőm megengedi, remélem, hogy befejezem a feladatot. – mondta Verne.
Célom a Föld ábrázolása volt, nemcsak a Föld, hanem a világegyetem ábrázolása, mert a regényben néha elvittem olvasóimat a Földről. Ugyanakkor megpróbáltam ezt ideális, szép irodalmi stílusban megvalósítani. Azt mondják, a kalandregénynek nem lehet irodalmi stílusa, de ez nem igaz; bár elismerem, hogy sokkal nehezebb egy ilyen regényt jó irodalmi stílusban megírni a maiakhoz képest. – Verne egy interjúban.

## Megjelenés

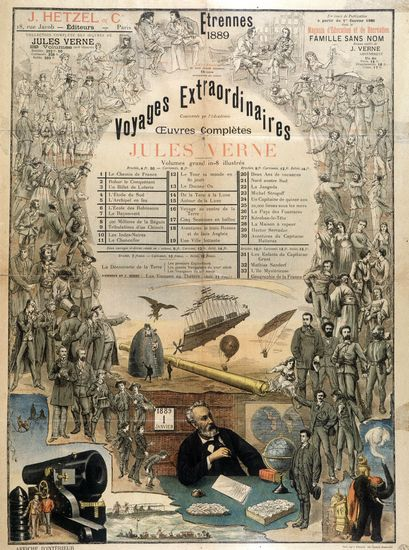
A Pierre-Jules Hetzel által 1889-ben készült plakát Jules Verne Különleges utazások könyv-sorozatának reklámozására.

Verne regényei többféle formátumban és módon jelentek meg. Az író e megjelenések közt is módosított regényein, ezért mindegyikből több szövegverzió létezik, melyet a Verne-bibliográfiák jelenlegi gyakorlata szerint a következőképp jelölnek:
- Eredeti kiadás előtti kiadás (Éditions pré-originales). Folyóiratban, leginkább a Hetzel által kiadott kéthetente megjelenő Oktatási és rekreációs magazinban, jó pár alkalommal a Musée des familles – Lectures du Soir (Családi Múzeum – Esti Olvasmányok) folyóiratban, párszor a Le Temps napilap irodalmi mellékletében jelent meg a regény, folytatásokban.
- Eredeti kiadás (Éditions originales). Teljes, illusztrálatlan szöveg, könyv formájában, 10*17 centiméteres méretben. Létezik 13*19 centiméteres méretű eredeti kiadás is, ahogy szintén eredeti kiadásnak számít a sorozat-megjelenésből származó illusztrációkat is tartalmazó első könyv.
- Aranyozott és színes kötés (Cartonnages dorés et colorés). A szöveg teljes kiadása, nagy, 21*29 centiméteres könyv formájában, pazarul díszített borítóval. Ezek a karácsonyi és újévi piacokra tervezett luxuskiadások a sorozat illusztrációinak nagy részét vagy egészét tartalmazzák.

Illusztráció
A Verne-regények egyik nagy vonzereje volt gazdag képanyaguk, ez négy-nyolc oldalanként egész oldalas rajzot jelentett. Hetzel nem csak felismerte az illusztráció fontosságát, de a kor legjobb művészeit kérte fel a magazin és a könyvek illusztrálására, leggyakrabban Jules Férat (7), Édouard Riou (8), George Roux (19) és Léon Benett (25) nevével találkozhatunk. Amint a nyomdatechnika fejlődése és a gazdasági számítás megengedte, a luxus kiadású könyvbe négy-nyolc színezett kép is bekerült.

## AKülönleges utazásoksorozatba tartozó Verne regények
| Első kiadás dátuma   | Magyar cím                           | Francia cím                                                           | Példány | Röv. | Képek száma | Illusztrátor(ok)   | Színes kép | Térkép |
| -------------------- | ------------------------------------ | --------------------------------------------------------------------- | ------- | ---- | ----------- | ------------------ | ---------- | ------ |
| 1865. 12. 05.        | Öt hét léghajón                      | Cinq Semaines en ballon                                               | 76 000  | CS   | 51          | Riou, Montaut      |            |        |
| 1867. 12. 22.        | Öt hét léghajón                      | Cinq Semaines en ballon                                               | 76 000  | CS   | 78          | Riou, Montaut      |            |        |
| 1866. 12. 26.        | Hatteras kapitány                    | Les Anglais au Pôle Nord (Voyages et aventures du capitaine Hatteras) | 37 000  | AH   | 132         | Riou, Montaut      |            |        |
| 1866. 12. 26.        | Hatteras kapitány                    | Le désert de glace (Voyages et aventures du capitaine Hatteras)       | 37 000  | AH   | 126         | Riou, Montaut      |            |        |
| 1867. 12. 13.        | Utazás a Föld középpontja felé       | Voyage au centre de la terre                                          | 48 000  | VC   | 56          | Riou               |            |        |
| 1868. 12. 23.        | Grant kapitány gyermekei             | Les Enfants du capitaine Grant                                        | 38 000  | EG   | 175         | Riou               |            |        |
| 1868. 12. 31.        | Utazás a Holdba                      | De la terre à la lune                                                 | 37 000  | TL   | 41          | Montaut            |            |        |
| 1871. 12. 10.        | Az úszó város                        | Une Ville flottante                                                   | 28 000  | VF   | 44          | Férat              |            |        |
| 1871. 12. 16.        | Nemo kapitány                        | Vingt mille lieues sous les mers                                      | 50 000  | VL   | 111         | Riou, Neuville     |            |        |
| 1872. 12. 16.        | Utazás a Hold körül                  | Autour de la Lune                                                     | 31 000  | AL   | 44          | Bayard, Neuville   |            |        |
| 1873. 12. 25.        | 80 nap alatt a Föld körül            | Le Tour du monde en quatre-vingts jours                               | 108 000 | TM   | 56          | Neuville, Benett   |            |        |
| 1872. 12. 31.        | Három orosz és három angol kalandjai | Aventures de trois Russes et de trois Anglais dans l’Afrique australe | 36 000  | AT   | 53          | Férat              |            |        |
| 1873. 12. 13.        | A prémvadászok                       | Le Pays des fourrures                                                 | 26 000  | PF   | 103         | Férat, Beaurepaire |            |        |
| 1875. 12. 22.        | A rejtelmes sziget                   | L’Île mystérieuse                                                     | 44 000  | IM   | 152         | Férat              |            |        |
| 1875. 12. 16.        | A Chancellor                         | Le Chancellor                                                         | 26 000  | CR   | 45          | Riou               |            |        |
| 1876. 12. 13.        | Sztrogof Mihály                      | Michel Strogoff                                                       | 49 000  | MI   | 91          | Férat              |            |        |
| 1877. 12. 24.        | Fekete Indiák                        | Les Indes noires                                                      | 31 000  | IO   | 45          | Férat              |            |        |
| 1877. 12. 16.        | Hector Servadac                      | Hector Servadac                                                       | 18 000  | HS   | 99          | Philippoteaux      |            |        |
| 1878. 12. 18.        | A tizenöt éves kapitány              | Un Capitaine de quinze ans                                            | 31 000  | CQ   | 94          | Meyer              |            |        |
| 1879. 12. 17.        | Egy kínai viszontagságai Kínában     | Les Tribulations d’un Chinois en Chine                                | 28 000  | TC   | 52          | Benett             |            |        |
| 1879. 12. 20.        | A bégum ötszázmilliója               | Les Cinq cents millions de la Bégum                                   | 17 000  | CI   | 43          | Benett             |            |        |
| 1880. 12. 15.        | A gőzház                             | La Maison à vapeur                                                    | 18 000  | MV   | 99          | Benett             |            |        |
| 1881. 12. 17.        | Nyolcszáz mérföld az Amazonason      | La Jangada                                                            | 17 000  | JA   | 82          | Benett             |            |        |
| 1882. 12. 23.        | Zöld sugár                           | Le Rayon vert                                                         | 14 000  | RV   | 44          | Benett             |            |        |
| 1882. 12. 13.        | A Robinsonok iskolája                | L’École des Robinsons                                                 | 10 000  | EQ   | 51          | Benett             |            |        |
| 1883. 12. 15.        | Kéraban, a vasfejű                   | Kéraban-le-têtu                                                       | 13 000  | KT   | 101         | Benett             |            |        |
| 1884. 12. 16.        | A lángban álló szigettenger          | L’Archipel en feu                                                     | 11 000  | AF   | 49          | Benett             |            |        |
| 1884. 12. 13.        | Dél csillaga                         | L’Étoile du sud                                                       | 10 000  | EO   | 60          | Benett             |            |        |
| 1885. nov. vagy dec. | A Cynthia hajótöröttje               | L’Épave du Cynthia                                                    |         | EC   | 27          | Roux               |            |        |
| 1885. 12. 19.        | Sándor Mátyás                        | Mathias Sandorf                                                       | 10 000  | MS   | 111         | Benett             |            |        |
| 1886. 12. 14.        | Hódító Robur                         | Robur-le-conquérant                                                   | 12 000  | RC   | 45          | Benett             |            |        |
| 1886. 12. 11.        | Egy sorsjegy története               | Un Billet de loterie                                                  | 10 000  | BL   | 40          | Roux               |            |        |
| 1887. 12. 17.        | Észak Dél ellen                      | Nord contre Sud                                                       | 9 000   | NS   | 85          | Benett             |            |        |
| 1887. 12. 17.        | Haza, Franciaországba                | Le Chemin de France                                                   | 10 000  | CF   | 37          | Roux               | X          |        |
| 1888. 12. 19.        | Kétévi vakáció                       | Deux ans de vacances                                                  | 8 000   | DV   | 91          | Benett             | X          | X      |
| 1889. 12. 18.        | Világfelfordulás                     | Sans dessus dessous                                                   | 8 000   | SD   | 36          | Roux               | X          |        |
| 1889. 12. 18.        | A névtelen család                    | Famille-sans-nom                                                      | 7 000   | FS   | 82          | Tiret-Bognet       | X          | X      |
| 1890. 12. 17.        | César Cascabel                       | César Cascabel                                                        | 9 000   | CL   | 85          | Roux               | X          |        |
| 1891. 12. 16.        | A Franklin kifut a tengerre          | Mistress Branican                                                     | 7 000   | MB   | 83          | Benett             | X          | X      |
| 1892. 12. 27.        | Várkastély a Kárpátokban             | Le Château des Carpathes                                              | 9 000   | CC   | 40          | Benett             | X          |        |
| 1892. 12. 21.        | Bombarnac Klaudius                   | Claudius Bombarnac                                                    | 8 000   | CB   | 55          | Benett             | X          |        |
| 1893. 12. 23.        | Senki fia                            | P’tit-Bonhomme                                                        | 6 000   | PB   | 85          | Benett             | X          |        |
| 1894. 12. 26.        | Antifer mester csodálatos kalandjai  | Mirifiques Aventures de Maître Antifer                                | 7 000   | MA   | 85          | Roux               | X          |        |
| 1895. 12. 21.        | Az úszó sziget                       | L’Île à hélice                                                        | 7 000   | IH   | 80          | Benett             |            |        |
| 1896. 12. 23.        | Clovis Dardentor                     | Clovis Dardentor                                                      | 6 000   | CD   | 47          | Benett             | X          |        |
| 1896. 12. 30.        | A francia zászló                     | Face au drapeau                                                       | 12 000  | FD   | 42          | Benett             | X          |        |
| 1897. 12. 22.        | Jégszfinx                            | Le Sphinx des glaces                                                  | 6 000   | SG   | 68          | Roux               | X          |        |
| 1898. 12. 24.        | Az Orinocon fölfelé                  | Le Superbe Orénoque                                                   | 5 000   | SO   | 72          | Roux               | X          |        |
| 1899. 12. 27.        | A különös végrendelet                | Le Testament d’un excentrique                                         | 6 000   | TE   | 61          | Roux               | X          |        |
| 1900. 12. 26.        | Új hazában                           | Seconde Patrie                                                        | 5 000   | SP   | 67          | Roux               | X          |        |
| 1901. 12. 21.        | Város a levegőben                    | Le Village aérien                                                     | 6 000   | VA   | 39          | Roux               | X          |        |
| 1901. 12. 21.        | Cetvadászok                          | Les Histoires de Jean-Marie Cabidoulin                                |         | HJ   | 29          | Roux               | X          |        |
| 1902. 12. 20.        | A két Kip testvér                    | Les Frères Kip                                                        | 5 000   | FK   | 41          | Roux               | X          |        |
| 1903. 12. 19.        | Az Antillák világa                   | Bourses de voyage                                                     | 4 000   | BV   | 49          | Benett             | X          |        |
| 1904. 12. 17.        | A Világ Ura                          | Maître du monde                                                       |         | MM   | 31          | Roux               | X          |        |
| 1904. 12. 17.        | Véres dráma Livóniában               | Un Drame en Livonie                                                   | 4 000   | DL   | 33          | Benett             | X          |        |
| 1905. 12. 15.        | Világítótorony a világ végén         | Le Phare du bout du monde                                             |         | PM   | 33          | Roux               | X          |        |
| 1905. vége           | A Szahara tengere                    | L’Invasion de la mer                                                  |         | IR   | 28          | Benett             | X          |        |

A listát a Verne kutatók többsége elfogadja.